# Naïs Djouahra
Naïs Djouahra (Bourgoin-Jallieu, 23 novembre 1999) è un calciatore francese, attaccante del Rijeka.

## Carriera
Nato a Bourgoin-Jallieu in una famiglia di origini algerine, ha iniziato a giocare nelle giovanili dell'US Ruy Montceau all'età di 6 anni. In seguito ha militato in quelle del Bourgoin-Jallieu, prima di unirsi al Saint-Étienne, dove è stato aggregato alla formazione Under-14.
Il 3 luglio 2018, decide di svincolarsi dal Saint-Étienne e nello stesso giorno firma un contratto biennale con la Real Sociedad, che lo aggrega alla seconda squadra, militante nel campionato di Segunda División B. Ha debuttato con la seconda squadra il 1º settembre successivo, nell'incontro vinto per 3-0 contro il Durango, realizzandovi anche una rete.
Il 26 febbraio 2019 ha rinnovato il contratto fino al 2021. Ha esordito in prima squadra - e nella Liga - il 29 giugno 2020, subentrando ad Aritz Elustondo nella sconfitta per 2-1 sul campo del Getafe.
Il 30 settembre 2020 viene ceduto in prestito al Mirandés, formazione della Segunda División, per l'intera stagione. Il 13 febbraio 2021 realizza la sua prima rete con la squadra, nel pareggio per 3-3 contro il Girona.

## Statistiche

### Presenze e reti nei club
Statistiche aggiornate al 23 maggio 2022.
| Stagione        | Squadra         | Campionato      | Campionato | Campionato | Coppe nazionali | Coppe nazionali | Coppe nazionali | Coppe continentali | Coppe continentali | Coppe continentali | Altre coppe | Altre coppe | Altre coppe | Totale | Totale |
| Stagione        | Squadra         | Comp            | Pres       | Reti       | Comp            | Pres            | Reti            | Comp               | Pres               | Reti               | Comp        | Pres        | Reti        | Pres   | Reti   |
| --------------- | --------------- | --------------- | ---------- | ---------- | --------------- | --------------- | --------------- | ------------------ | ------------------ | ------------------ | ----------- | ----------- | ----------- | ------ | ------ |
| 2018-2019       | Real Sociedad B | SDB             | 28         | 4          |                 | -               | -               |                    | -                  | -                  |             | -           | -           | 28     | 4      |
| 2019-2020       | Real Sociedad B | SDB             | 21         | 3          |                 | -               | -               |                    | -                  | -                  |             | -           | -           | 21     | 3      |
| giu.-lug. 2020  | Real Sociedad   | PD              | 2          | 0          | CR              | -               | -               |                    | -                  | -                  |             | -           | -           | 2      | 0      |
| 2020-2021       | Mirandés        | SD              | 27         | 4          | CR              | 1               | 0               |                    | -                  | -                  |             | -           | -           | 28     | 4      |
| 2021-2022       | Real Sociedad B | SD              | 19         | 0          |                 | -               | -               |                    | -                  | -                  |             | -           | -           | 19     | 0      |
| 2021-2022       | Real Sociedad   | PD              | 7          | 0          | CR              | 3               | 1               | UEL                | 1                  | 0                  |             | -           | -           | 11     | 1      |
| Totale carriera | Totale carriera | Totale carriera | 104        | 11         |                 | 4               | 1               |                    | 1                  | 0                  |             | -           | -           | 109    | 12     |

## Palmarès

### Club

#### Competizioni nazionali
- Segunda División: 1

Leganés: 2023-2024
- Campionato croato: 1

Rijeka: 2024-2025
- Coppa di Croazia: 1

Rijeka: 2024-2025